# 下根知村
下根知村（しもねちむら）は、かつて新潟県西頸城郡にあった村。

## 沿革
- 1889年（明治22年）4月1日 - 町村制の施行により、西頸城郡根小屋村、東中村及び上野村の区域をもって、西頸城郡下根知村が発足する。
- 1901年（明治34年）11月1日 - 西頸城郡上根知村、中根知村及び下根知村が合併して、西頸城郡根知村が発足する。